# Quercoideae
Quercoideae är en underfamilj i familjen bokväxter (Fagaceae) med sex släkten och cirka 640 arter.

## Släkten
- Eksläktet (Quercus)
- Kastanjesläktet (Castanea)
- Castanopsis
- Chrysolepis
- Lithocarpus
- Trigonobalanus